# Trusty Gina
Trusty Gina ist eine Politikerin aus Eswatini. Von 2003 bis 2008 war sie Abgeordnete im Unterhaus von Swasiland.

## Leben
Bei der Parlamentswahl im Herbst 2003 wurde sie im Wahlkreis Nkilongo mit 437 Stimmen in das Unterhaus gewählt. Das Parlament wählte sie anschließend am 17. November 2003 als erste Frau in der Geschichte des Landes zur stellvertretenden Parlamentspräsidentin.
Als Nachfolgerin des von König Mswati III. entlassenen Marwick Khumalo war sie vom 11. März 2004 an bis 11. Mai 2004 amtierende Parlamentspräsidentin und erneut vom 26. Oktober bis 3. November 2006.